# سونيا دي إغناثيو
سونيا دي إغناثيو (بالإسبانية: Sonia de Ignacio)‏ هي لاعبة هوكي الحقل إسبانية، ولدت في 24 يناير 1971 في تاراسا في إسبانيا.

## وصلات خارجية
- سونيا دي إغناثيو على موقع الاتحاد الدولي للهوكي (الإنجليزية)
- سونيا دي إغناثيو على موقع اللجنة الأولمبية الدولية (الإنجليزية)
- سونيا دي إغناثيو على موقع أوليمبيديا (الإنجليزية)